# تشوه القدم الرحاء
تشوه القدم الرحاء هو تشوه وضعي، من أنواع القدم المسطحة، شائع جدًا بين الأشخاص المصابين بـالشلل الدماغي، وغالبًا ما يكون بسبب اختلال في توازن العضلات مما يؤدي إلى تفوق القوى الانقلابية على القوى الالتفافية.

## العلاج
يتوفر العلاج الجراحي في حالة وجود تشوه بلانو فالغوس بنوعين:
- تقنية غريس-فيلادوت: تُستخدم إذا كان عمر المريض يزيد عن 8 سنوات.
- تقنية الانصهار الثنائي: تُستخدم إذا كان عمر المريض يزيد عن 12 سنة.

كلتا التقنيتين تتطلبان حماية لاحقة لمدة ثلاثين يومًا باستخدام جبيرة عالية تصل إلى الركبة بدون تحميل على القدم.[بحاجة لمصدر]